# ريتا حايك
ريتا حايك (9 أكتوبر 1987) ممثلة لبنانية

## مشوارها المهني
درست المسرح والتمثيل في INBA في الجامعة اللبنانية. بدايتها كانت بتقديم برنامج «روتانا كافيه» الذي عرض على قناة روتانا عام 2005. انطلاقتها في التمثيل كانت بمسرحية «كعب عالي» وأول عمل قدمته في التلفزيون كان عام 2007 بمسلسل «للحب وجه آخر»،
عام 2013 شاركت في برنامج المسابقات سبلاش على شاشة ال بي سي توالت بعدها أعمالها في التمثيل

### حياتها الأسرية
في سبتمبر عام 2017 تزوجت مدنيا في قبرص من طبيب القلب اللبناني «عبد الله ربيز» عام 2018 رزقت بابنها الأول «جورج»

## أعمالها

### في التلفزيون
| سنة الإنتاج | المسلسل       | الشخصية                |
| ----------- | ------------- | ---------------------- |
| 2021        | بارانويا      | ميلا                   |
| 2020        | من الآخر      | ياسمين                 |
| 2019        | ثواني         | هنادي                  |
| 2017        | وين كنتي ج2   | نسرين زوجة الأب الشابة |
| 2016        | وين كنتي ج1   | نسرين زوجة الأب الشابة |
| 2014        | تذكرة داوود   | ضيفة الشرف / حلقة 6    |
| 2014        | تحالف الصبار  | لايا                   |
| 2013        | أميليا        |                        |
| 2013        | يا مالكا قلبي | شذى/ندى                |
| 2012        | ديو الغرام    |                        |
| 2012        | زيرو فور      | لارا                   |
| 2011        | هروب          |                        |
| 2009        | ثبات ونبات    |                        |
| 2007        | للحب وجه آخر  |                        |

### في السينما
| سنة الإنتاج | الفيلم        | الشخصية   |
| ----------- | ------------- | --------- |
| 2017        | قضية رقم 23   | شيرين حنا |
| 2024        | لقاء البرابرة |           |

### في المسرح
| سنة الإنتاج | المسرحية | الشخصية |
| ----------- | -------- | ------- |
| 2025)       | فينوس    |         |

### تقديم البرامج
| سنة الإنتاج | اسم البرنامج      | عرض على            |
| ----------- | ----------------- | ------------------ |
| 2014        | يلا نرقص          | إم تي في اللبنانية |
| 2013        | كواليس إكس فاكتور | روتانا موسيقى      |
| 2005        | روتانا كافيه      | روتانا موسيقى      |

## وصلات خارجية
- ريتا حايك على موقع IMDb (الإنجليزية)
- ريتا حايك على موقع قاعدة بيانات الأفلام العربية
- ريتا حايك على موقع ألو سيني (الفرنسية)
- ريتا حايك على موقع قاعدة بيانات الفيلم (الإنجليزية)